# Consejo de Gobierno Revolucionario

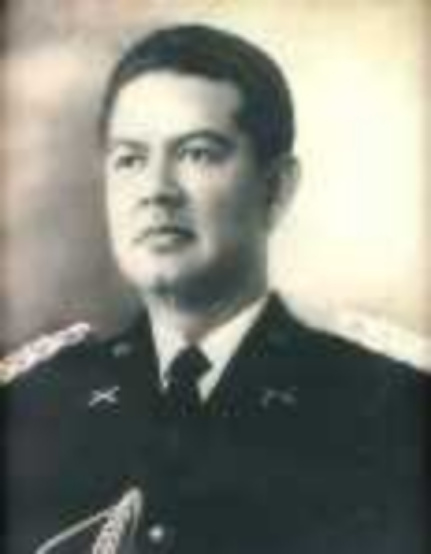
Tcnel. Manuel de Jesús Córdova

El Consejo de Gobierno Revolucionario fue un organismo colegiado, que gobernó la república de El Salvador desde el 14 de diciembre de 1948, tras el golpe de Estado al gobierno del general Salvador Castaneda Castro, hasta el 14 de septiembre de 1950, cuando le entregó el gobierno al Teniente coronel Óscar Osorio. Fue el primer organismo colegiado que asumió plenamente los poderes ejecutivo, legislativo y judicial, así como la potestad de nombrar a los distintos alcaldes de los municipios; gobernando por medio de decretos-ley.
Desde su conformación el consejo fue dirigido por el teniente coronel Manuel de Jesús Córdova, hasta la renuncia de este el 4 de enero de 1949 cuando fue sustituido por el mayor Óscar Osorio; quien fungiría como presidente de dicho ente hasta el 22 de octubre de 1949, cuando tanto él como el miembro civil el doctor Reynaldo Galindo Pohl se retiraron para competir en las elecciones de presidente y diputados respectivamente, quedando a cargo del Consejo el mayor Óscar Adán Bolaños, quien junto con el miembro civil el doctor Humberto Costa continuaron formando dicha entidad hasta la toma de posesión de Óscar Osorio como presidente de la República.

## Historia

### Antecedentes
El general Salvador Castaneda Castro había sido elegido para el periodo constitucional comprendido entre el 1 de marzo de 1945 al 1 de marzo de 1949, su administración transcurriría plagada de luchas entre sus colaboradores más cercanos, problemas en el ejército suscitado entre los oficiales “de fila” y los de “escuela”, la adopción de la Constitución de 1886 con sus reformas de 1945, así como acusaciones de corrupción.
El 12 de junio de 1945, el director de la policía nacional coronel Darío Flores lograría detener un golpe militar; en donde fallecería el capitán Rafael Paniagua Araujo (quien piloteaba el avión que ametralló a casa presidencial),y serían detenidos y dados de baja varios jóvenes oficiales de estado Mayor (como el mayor Óscar Adán Bolaños), y sería exiliado a México el mayor Óscar Osorio.
A pesar de los continuos problemas, Castaneda Castro lograría mantenerse en el poder; y para fines de su administración se comenzaría a dibujar líneas para la modernización del Estado, dándose ciertas medidas en materia laboral, la licitación para la construcción de un puente sobre el río Lempa, los primeros estudios para la creación de Seguro Social, entre otras medidas.
Pero los problemas surgirían a raíz de su sucesión presidencial; en un principio el mandatario nombraría (sin tomar en cuenta la opinión de los demás oficiales de la fuerza armada) como candidato oficial al entonces ministro de defensa general Mauro Espínola Castro, quien intentaría organizar su propio movimiento político llamado Partido de Unión Nacional. Sin embargo, más adelante Castaneda Castro buscaría prolongar su mandato; por lo que la asamblea legislativa (que estaba presidida por el doctor Ricardo Vides) aprobaría, el 13 de diciembre de 1948, el decreto 253 en el que convocaba a votaciones para elegir a una Asamblea Constituyente los días 16 y 17 de ese mismo mes; dicha resolución sería publicada en el diario oficial ese mismo día 13, y al siguiente día en los dos diarios matutinos. Ello sería el detonante final para que el “Movimiento de la Juventud Militar” se alzara en armas y lo depusiera.

### Golpe de Estado a Salvador Castaneda Castro (golpe de los mayores o revolución del 48)
En la noche del 13 de diciembre, varios oficiales jóvenes (entre los cuales había algunos de los que había participado en la infructuosa revuelta del 2 de abril de 1944 contra Maximiliano Hernández Martínez) se reunirían clandestinamente para planificar el golpe, y lo mismo harían a la mañana siguiente; para finalmente, decidirse actuar a las 9 a. m. de ese día. Entre estos oficiales jóvenes se encontraban: los tenientes coroneles Manuel de 
Jesús Córdova, Fidel Rodríguez Quintanilla y Luis Felipe Escobar; los mayores Óscar Adán Bolaños, José María Lemus, Humberto Pineda Villalta, Adolfo Rubio Melhado, Jorge Tenorio, Miguel Ángel Castillo y Jesús R. Rodríguez; y el capitán José Joaquín Chacón.
Cerca de la 1 p. m. del martes 14 de diciembre, un grupo de oficiales jóvenes dirigidos por el teniente coronel Manuel de Jesús Córdova (en ese entonces director de la escuela militar) ingresarían al cuartel del primer regimiento de artillería (cuartel El Zapote); cuyo comandante, el coronel Santiago Ayala, no se encontraba presente sino que visitando a su esposa enferma en el hospital. Por lo que ese cuartel sería tomado sin resistencia y el beneplácito de su tercer jefe el coronel Adán Parada. A su vez, el mayor José María Lemus, liderando un grupo de oficiales, se encargaría de tomarse la sede de la Guardia Nacional; aprovechando la ausencia de su comandante el coronel Joaquín A. Fermán, y convenciendo al segundo jefe el teniente coronel José María López Ayala de apoyar el alzamiento.
Alrededor de la 1:40 iniciarían los disparos con ametralladoras y morteros hacia casa presidencial. En ese momento, el presidente Castaneda se encontraría terminando su almuerzo, y lo primero que haría sería llamar al cuartel El Zapote, donde se daría cuenta de lo acontecido. Los disparos continuarían de forma intermitente en las siguientes dos horas, mientras que el presidente buscaría determinar que fuerzas le seguían siendo leales. Más adelante, al darse cuenta de que el comandante del regimiento de caballería el coronel Juan Solorzano había sido asesinado, y que no contaba con las suficientes fuerzas, saldría de casa presidencial y se refugiaría en el cuartel de la policía nacional, que sería ametrallado intermitentemente por los oficiales de El Zapote desde las 4 de la tarde.
A las 4:10, se izaría la bandera blanca de rendición en el cuartel de la policía; asimismo, el entonces ministro de fomento René García Prieto convocaría a los miembros del cuerpo diplomático para presenciar la rendición. Castaneda Castro sería arrestado junto con el general Mauro Espínola Castro, el ministro de gobernación José Ángel Avendaño, y otros altos funcionarios; y serían encerrados en celdas de la penitenciaría central.
En total, durante el desarrollo del golpe, hubo entre la población civil 4 muertos y 10 heridos; y entre los militares, además del coronel Solorzano, hubo un fallecido. Por otro lado, ese día 14, se declaró toque de queda (que se mantuvo hasta la noche del siguiente día) y ley marcial, se puso temporalmente censura militar a los correos, y se nombró como jefe interino de la policía nacional al teniente coronel Miguel Ángel Parada.
Los líderes del alzamiento, incluido el tercer jefe de El Zapote mayor Adán Parada, convocaron en la noche a Asamblea general de jefes y oficiales del ejército en el cuartel el Zapote; para elegir, por votación nominal y secreta, a los tres militares que junto con dos civiles conformarían la junta militar que se haría cargo del gobierno, y que se llamaría Consejo de Gobierno Revolucionario.
A las 9 de la noche, el teniente coronel Manuel de Jesús Córdova daría un discurso en el cuartel El Zapote ante el cuerpo diplomático, en el que declararía al expresidente Castaneda Castro como un criminal que sería juzgado por traición a la patria y corrupción. También declararía que ellos habían cumplido el papel de un soldado para su país, que se habían vistos obligados a actuar por la decisión de Castaneda de extender su mandato, que se celebrarían elecciones libres lo antes posible, que los líderes del alzamiento no tenían ningún compromiso político, que el ejército apoyaba completamente el alzamiento, y que el país sería gobernado por una junta militar; para luego pasar a declaraciones y aclaraciones del mayor José María Lemus.
El 15 de diciembre se anunciaría que los militares electos para conformar el consejo serían: el teniente coronel Manuel de Jesús Córdova, y los mayores Óscar Osorio (quien en ese momento se encontraba en México) y Óscar Adán Bolaños; quedando estos encargados de la selección de los miembros civiles; por lo que el Consejo de Gobierno Revolucionario quedaría integrado por:
- Teniente coronel Manuel de Jesús Córdova
- Mayor Óscar Adán Bolaños
- Mayor Óscar Osorio
- Doctor Reynaldo Galindo Pohl
- Doctor Humberto Costa.[9]

### Gobierno
El 16 de diciembre, desde el cuartel El Zapote (que también sería llamado cuartel general de la revolución), el consejo emitiría su primer decreto; en el que justificaría el golpe de Estado y asumiría los poderes Ejecutivo, Legislativo y Judicial.
El 17 de diciembre (mismo día que Osorio regresó al país), con su segundo decreto, el consejo daría a conocer quienes conformarían su gabinete; entre las personas que lo conformarían estarían: como ministro de defensa y seguridad pública el teniente coronel Fidel Rodríguez Quintanilla (quien junto con su subsecretario el mayor José María Lemus serían los únicos militares en el gabinete), ministro de relaciones exteriores el Dr. Miguel Rafael Urquía, ministro del interior el Dr. Carlos Hayem h., y ministro de economía el Dr. Romeo Fortín Magaña.
Con el decreto número 3, también del 17 de diciembre, el consejo reconocería que la máxima autoridad en lo referente a la administración de justicia era la Corte suprema de justicia; con ello, posteriormente nombraría a los magistrados de la Corte (con el decreto número 4, emitido el 19 y publicado en el diario oficial el 20 de diciembre), designando como presidente de la Corte suprema al Dr. Sarbelio Navarrete.
El 21 de diciembre, se publicaría en el diario oficial el decreto 5 (emitido el 20 de diciembre), con el cual el consejo abrogaba la Constitución vigente de 1886 y demás leyes constitutivas, debido a que: desde 1939 distintas asambleas constituyentes habían buscado reformar o derogar la constitución, que se necesitaba una nueva constitución que se adaptase a las nuevas condiciones (políticas, sociales, etc.), y que era necesario realizar una reorganización jurídica total; con dicho decreto además, se declaraba que El Salvador entraba a un período preconstitucional, que se respetaban los tratados y convenciones suscritas, y que se levantaba el estado de sitio. Asimismo, con el decreto 6, también publicado ese día, se adoptaban algunas disposiciones de la constitución de 1886 y de sus enmiendas de 1945, además que el Consejo de Gobierno se facultaba con la potestad de nombrar a los consejos municipales de los distintos municipios.
Con el decreto 7, publicado el 21 de diciembre, se ordenaba la inmovilización de los bienes de los expresidentes general Salvador Castaneda Castro y coronel Osmín Aguirre y Salinas (quien fue presidente provisional inmediatamente antes de Castaneda) y de varios de sus funcionarios, así como de sus cónyuges y parientes cercanos; debido a que estaban acusados de corrupción.
El 23 de diciembre, con los acuerdos 3 y 4, se crearía el cargo de jefe de la fuerza armada; y se designaría para tal puesto al mayor Humberto Pineda Villalta. Por otro lado, también se suprimiría el rango de general, y todos los que lo ostentaban pasaron a situación de retiro.
El 4 de enero de 1949, el teniente coronel Manuel de Jesús Córdova renunciaría como miembro del consejo; lo que sería aceptado con el decreto número 16, emitido al siguiente día, con el que se lo nombraría agregado militar en la embajada salvadoreña en Argentina (posteriormente, sería trasladado a Washington); con lo que el mayor Óscar Osorio pasaría a ser el presidente del consejo. Más adelante, el 17 de enero de 1949, con el acuerdo número 10, se suprimiría el cargo de jefe de la fuerza armada y se enviaría a su titular el mayor Humberto Pineda Villalta como agregado militar a la embajada salvadoreña en México.
El 11 de febrero, con el acuerdo N.º 15, se promulgaría una ley de probidad con su respectivo tribunal; en el cual serían procesados los funcionarios y familiares del gobierno anterior.
En el transcurso del gobierno del Consejo se promulgaría varias medidas, como: se reconocería el tiempo de servicio de los oficiales que habían sido dados de bajo en el gobierno de Castaneda y se establecerían cuotas compensatorias para sus familiares; se crearía una cooperativa de consumo; se contrataría una misión militar chilena para capacitar a los oficiales del estado mayor; se dictaría (a fines de septiembre de 1949) una ley de seguro social obligatorio para los asalariados urbanos y los maestros; se crearía la cooperativa magisterial; se instituirían 6 becas anuales para extensión de estudios pedagógicos en el extranjero; se fundaría la casa del maestro; y se acordaría una medalla al mérito magisterial.
A mediados de 1949 ocurría un intento de golpe de Estado, dirigido por fuerzas de extrema derecha que buscaban llevar nuevamente a la presidencia al coronel Osmín Aguirre y Salinas; debido a ello, el 17 de junio, el Consejo dirigiría un manifiesto al pueblo salvadoreño.
En agosto de 1949, se promulgaría una ley de partidos políticos permanentes. Con ello -y como partido opositor, antiguos miembros del Partido de Unidad Democrática (PUD) de Arturo Romero, sectores campesinos y suburbanos, sindicalistas artesanos, capas medias y la pequeña burguesía profesional, conformaron el Partido de Acción Renovadora (PAR) dirigido por el veterano liberal-demócrata coronel José Ascensio Menéndez; mientras, del lado del gobierno, se establecería (con asesoramiento del Partido Revolucionario Institucional (PRI) de México) el Partido Revolucionario de Unificación Democrática (PRUD).
El 22 de octubre de 1949, renunciaría el mayor Oscar Osorio y el doctor Reynaldo Galindo Pohl, para inscribirse como candidatos a presidente de la República y diputado (por el departamento de Sonsonate) respectivamente; quedando el consejo, desde esa fecha hasta el 14 de septiembre de 1950, conformado por el mayor Oscar Bolaños (quien pasaría a ser el presidente del Consejo) y el doctor Humberto Costa.
En enero de 1950, el Consejo convocó a elecciones presidenciales y legislativas (para una asamblea constituyente) para marzo de ese año. Pará esta elección, el Consejo Central de Elecciones dispuso que los diputados fueran electos por papeletas (voto nominal y secreto) y que fueran contabilizados por cada departamento, así el partido que ganase en un departamento se llevaría todos los diputados de ese departamento (ya que todavía no estaba estipulado la representación proporcional).
Las elecciones serían ganadas por el PRUD; con lo que el mayor Óscar Osorio (quien sería ascendido a teniente coronel en agosto) sería elegido presidente de la República y dicho instituto político conseguiría la mayoría de asientos en el congreso constituyente (obteniendo el triunfo en 10 de los 14 departamentos con lo que tendría 38 de los 52 diputados; mientras el PAR ganó en 4 departamentos y obtuvo 14 diputados) en el que sería presidente Reynaldo Galindo Pohl.
El Consejo cesaría sus funciones el 14 de septiembre de 1950, cuando le entregaría el gobierno al presidente Óscar Osorio, en un acto llevado a cabo en el estadio Flor Blanca; ese mismo día entraría en vigencia la Constitución de 1950.